# 1904 (szám)
Az 1904 (római számmal: MCMIV) az 1903 és 1905 között található természetes szám.

## A matematikában
A tízes számrendszerbeli 1904-es a kettes számrendszerben 11101110000, a nyolcas számrendszerben 3560, a tizenhatos számrendszerben 770 alakban írható fel.
Az 1904 páros szám, összetett szám. Kanonikus alakja 24 · 71 · 171, normálalakban az 1,904 · 103 szorzattal írható fel. Húsz osztója van a természetes számok halmazán, ezek növekvő sorrendben: 1, 2, 4, 7, 8, 14, 16, 17, 28, 34, 56, 68, 112, 119, 136, 238, 272, 476, 952 és 1904.
Az 1904 két szám valódiosztóösszeg-függvényeként áll elő, ezek az 1120 és a 3802.